# 제멘

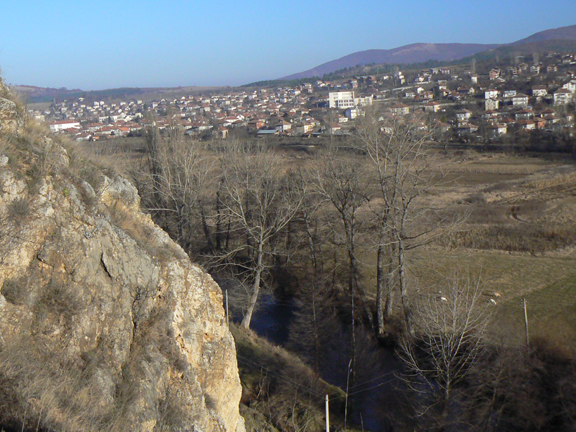
제멘의 마을 풍경

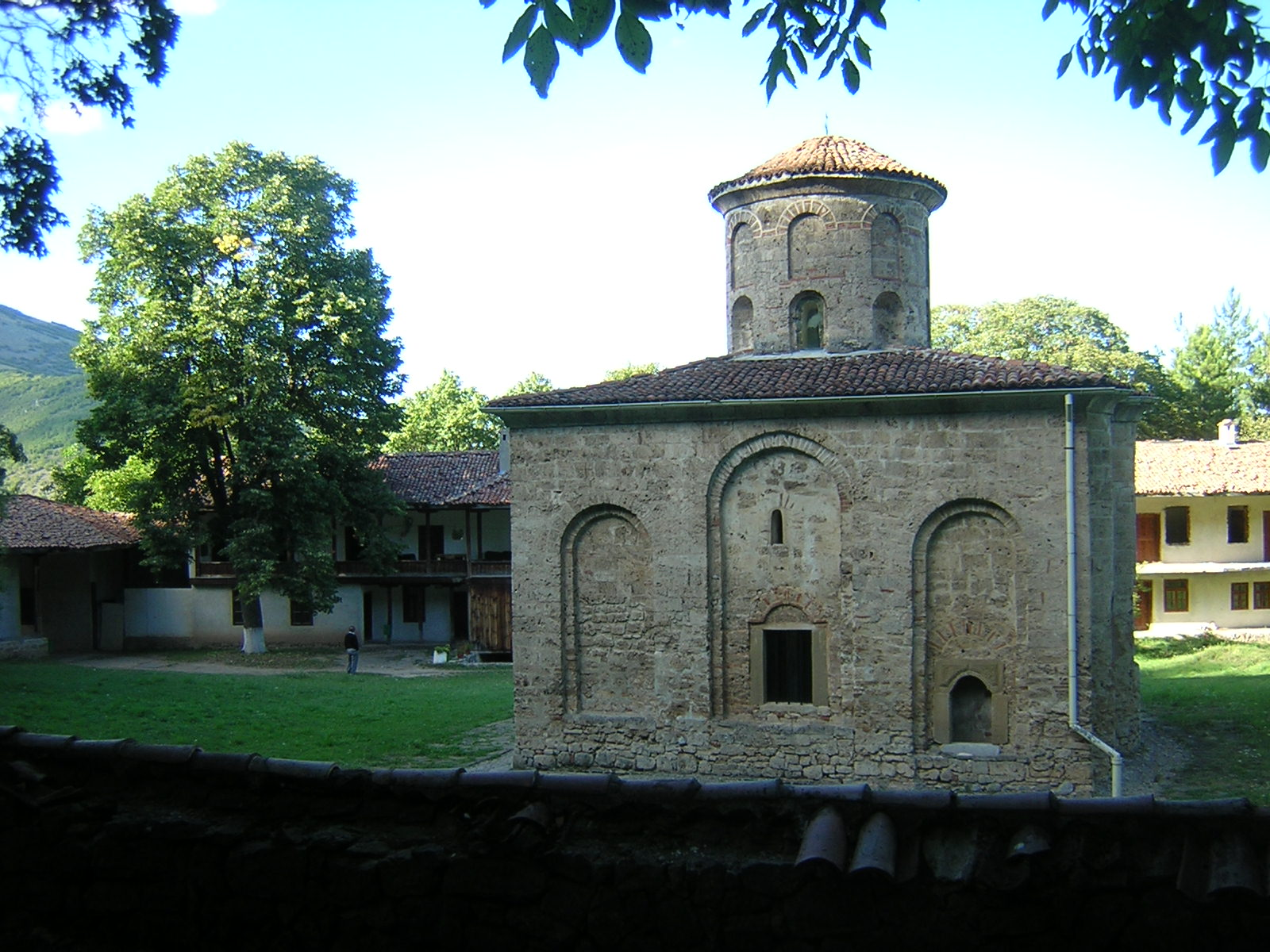
제멘 수도원 교회당

제멘(불가리아어: Земен, Zemen)은 불가리아 서부에 위치한 페르니크 주의 마을로, 인구는 1,891명(2008년 기준), 높이는 593m이며 스트루마강과 접한다.
옛 이름은 벨로보(Белово, Belovo)이며 1925년 지금과 같은 이름으로 변경되었다. 새 이름은 원래 부근에 있는 철도역 이름에 불과했지만 나중에 마을 전체를 부르는 이름이 되었다. 제멘이라는 이름은 스트루마 계곡에 있는 중세 시대 요새인 제믈런그라드(Землънград, Zemlangrad)에서 유래된 이름이다. 11세기에 쓰여진 이사이아 이야기에서 "ЗЄМЛЬНЬ ГРАД"라는 이름으로 처음 등장하며 15세기~16세기에 쓰여진 세르비아 연대기에도 "ЗЄМЛЪНЬ"이라는 이름으로 등장한다. 이들 이름은 모두 "토지"를 뜻하는데 이는 바위 산에 둘러싸인 지역에서 유일하게 농사를 지을 수 있는 토지였기 때문에 붙여진 이름이다.
1974년 마을로 승격되었으며 중세 시대에 세워진 제멘 수도원으로 유명한 곳이다. 전체 인구의 대부분은 불가리아 정교회 신자이다.